# Lepthyphantes perfidus
Lepthyphantes perfidus là một loài nhện trong họ Linyphiidae.
Loài này thuộc chi Lepthyphantes. Lepthyphantes perfidus được Andrei V. Tanasevitch miêu tả năm 1985.